# 이스턴 쇼어 리그
이스턴 쇼어 베이스볼 리그(Eastern Shore Baseball League, ESBL)는 미국 델마바반도에서 운영되었던 클래스 D 수준의 마이너 리그 베이스볼 리그이다. 리그 첫 시즌은 1922년이었고 마지막 시즌은 1949년이었으며, 메릴랜드주와 델라웨어주, 버지니아주를 연고지로 하는 팀으로 구성되었다. 1922년부터 1928년 중반까지, 1937년부터 1941년까지, 1946년부터 1949년까지 운영되었다.
ESBL 출신으로 메이저 리그에서 뛰었던 선수로는 홈런 베이커, 미키 코크런, 지미 폭스, 미키 버넌, 돈 짐머 등이 있다.

## 구단
| 연고지                  | 구단                    | 참가 연도            |
| ----------------------- | ----------------------- | -------------------- |
| 메릴랜드주 케임브리지   | 케임브리지 캐너스       | 1922~1928, 1940~1941 |
| 메릴랜드주 케임브리지   | 케임브리지 카디널스     | 1937~1939            |
| 메릴랜드주 케임브리지   | 케임브리지 다저스       | 1946~1949            |
| 메릴랜드주 센터빌       | 센터빌 콜츠             | 1937~1939            |
| 메릴랜드주 센터빌       | 센터빌 레드삭스         | 1940~1941            |
| 메릴랜드주 센터빌       | 센터빌 오리올스         | 1946                 |
| 메릴랜드주 크리스필드   | 크리스필드 크래버스     | 1922~1928, 1937      |
| 델라웨어주 도버         | 도버 도빈스             | 1923~1926            |
| 델라웨어주 도버         | 도버 오리올스           | 1937~1940            |
| 델라웨어주 도버         | 도버 필리스             | 1946~1948            |
| 메릴랜드주 이스턴       | 이스턴 파머스           | 1924~1928            |
| 메릴랜드주 이스턴       | 이스턴 브라운스         | 1937                 |
| 메릴랜드주 이스턴       | 이스턴 컵스             | 1938                 |
| 메릴랜드주 이스턴       | 이스턴 양키스           | 1939~1941, 1946~1949 |
| 메릴랜드주 페더럴스버그 | 페더럴스버그 리틀에이스 | 1937~1941            |
| 메릴랜드주 페더럴스버그 | 페더럴스버그 에이스     | 1946~1948            |
| 메릴랜드주 페더럴스버그 | 페더럴스버그 페즈       | 1949                 |
| 델라웨어주 로럴         | 로럴 블루헨스           | 1922~1923            |
| 델라웨어주 밀퍼드       | 밀퍼드 샌드파이퍼스     | 1923*                |
| 델라웨어주 밀퍼드       | 밀퍼드 자이언츠         | 1938~1941            |
| 델라웨어주 밀퍼드       | 밀퍼드 레드삭스         | 1946~1948            |
| 버지니아주 노샘프턴군   | 노샘프턴 레드삭스       | 1927~1928            |
| 버지니아주 파크슬리     | 파크슬리 스퍼즈         | 1922~1928            |
| 메릴랜드주 포코모크시티 | 포코모크시티 샐러맨더스 | 1922~1923*           |
| 메릴랜드주 포코모크시티 | 포코모크시티 레드삭스   | 1937~1939            |
| 메릴랜드주 포코모크시티 | 포코모크시티 칙스       | 1940                 |
| 델라웨어주 레호보스비치 | 레호보스비치 파이리츠   | 1947~1948            |
| 델라웨어주 레호보스비치 | 레호보스비치 시호크스   | 1949                 |
| 메릴랜드주 솔즈베리     | 솔즈베리 인디언스       | 1922~1928, 1937~1938 |
| 메릴랜드주 솔즈베리     | 솔즈베리 세너터스       | 1939                 |
| 메릴랜드주 솔즈베리     | 솔즈베리 카디널스       | 1940~1941, 1946~1949 |
| 델라웨어주 시퍼드       | 시퍼드 이글스           | 1946~1949            |

- 밀퍼드 샌드파이퍼스는 1923년 7월 3일에 해체됨
- 포코모크시티 샐러맨더스는 1923년 8월 21일에 해체됨